# Srednja vas pri Dragi
Srednja vas pri Dragi – wieś w Słowenii, w gminie Loški Potok. W 2018 roku liczyła 44 mieszkańców.